# Orthotrichaceae
Orthotrichaceae là một họ rêu trong bộ Orthotrichales.

## Phân loại
- Cardotiella
- Ceuthotheca
- Codonoblepharon
- Desmotheca
- Florschuetziella
- Groutiella
- Leiomitrium
- Leptodontiopsis
- Leratia
- Macrocoma
- Macromitrium
- Matteria
- Orthotrichum
- Pentastichella
- Pleurorthotrichum
- Schlotheimia
- Sehnemobryum
- Stoneobryum
- Ulota
- Zygodon